# 1574
1574 (MDLXXIV) fue un año común comenzado en viernes del calendario juliano.

## Acontecimientos
- 1 de enero: Bolivia, el conquistador español Santiago Barba de Padilla funda la ciudad de Oropesa, que a partir de 1786 fue llamada Cochabamba.
- 20 de enero: Perú, fundación de la ciudad de Huaraz
- 29 de enero: La derrota española en la batalla de Reimerswaal durante la guerra de Flandes provoca la rendición de Middelburg, sitiada el año anterior.
- 3 de febrero: El zar de Rusia Iván el Terrible contrae matrimonio por cuarta vez.
- 15 de abril: Tiene lugar la batalla de Mook entre fuerzas de los rebeldes holandeses y el ejército español.
- Desde mayo hasta octubre: Asedio de Leiden por los tercios de Francisco de Valdés.
- 4 de junio: Bolivia, fundación de la ciudad de Tupiza
- 21 de agosto: La Convención de Bristol entre España e Inglaterra, permite la reanudación del comercio entre ambos países.[1]
- 1 de septiembre: San Juan Leonardi funda la Orden de los Clérigos Regulares de la Madre de Dios en Lucca, Italia.

## Nacimientos
- 14 de mayo: Francesco Rasi, tenor y compositor italiano (f. 1621).

## Fallecimientos
- 15 de abril: Luis de Nassau hermano de Guillermo de Orange (n. 1538)
- 21 de abril: Cosme I de Médici, Gran Duque de Toscana (n. 1519)
- 30 de mayo: Carlos IX de Francia, rey de Francia (n. 1549)
- 27 de junio: - Giorgio Vasari, pintor, arquitecto e historiador del arte italiano.
- 15 de octubre: Carlo Portelli, pintor italiano (n. hacia 1510)
- 12 de diciembre: Selim II, sultán del Imperio otomano.